# Шацьких Олег Олександрович
Олег Шацьких (узб. Oleg Shatskix, нар. 15 жовтня 1974) — узбецький футболіст, що грав на позиції нападника.
Виступав, зокрема, за клуби «Політотдєл», «Навбахор» та «Динамо» (Самарканд), а також національну збірну Узбекистануз 1996 по 1997 роки. Рідний брат футболіста київського «Динамо» та збірної Узбекистану Максима Шацьких.
Дворазовий чемпіон Узбекистану.

## Клубна кар'єра
У дорослому футболі дебютував 1992 року виступами за команду клубу «Пахтакор», взявши участь лише у 2 матчах чемпіонату. Своєю грою за цю команду привернув увагу представників тренерського штабу клубу «Політотдєл» з Ташкентського вілоята, до складу якого приєднався 1992 року. На той час команда виступала в Першій лізі чемпіонату Узбекистану. В дебютний рік виступу за цю команду він став найкращим бомбардиром сезону з 25 голами і допоміг вийти своєму клубу до вищої ліги. У 1993 році Олег Шацьких став другим в суперечці за найкращих бомбардирів чемпіонату з 17-ма голами, а в 1994 році повторив цей успіх, забивши 19 м'ячів. Більшість часу, проведеного у складі «Політотдєла», був основним гравцем атакувальної ланки команди. У складі «Політотдєла» був одним з головних бомбардирів команди, маючи середню результативність на рівні 0,84 голу за гру першості.
1995 року уклав контракт з клубом «Навбахор». Граючи у складі «Навбахора» також здебільшого виходив на поле в основному складі команди. Після закінчення сезону він став найкращим бомбардиром чемпіонату Узбекистану з 26-ма голами, а «Навбахор» став переможцем кубку Узбекистану і виграв бронзові медалі чемпіонату. У 1996 році «Навбахор» став чемпіоном Узбекистану, а Олег розділив титул найкращого бомбардира з Жафаром Ірісметовим, забивши 23 голи.
Наприкінці 1997 року Олег Шацьких отримав важку травму. Протягом 1998 року захищав кольори команди клубу «Дустлик». Після цього так і не зміг повністю оговтатися від наслідку цієї травми.
З 1999 року два сезони перебував на контракті з клубом «Динамо» (Самарканд), проте практично не грав і 2001 року фактично завершив ігрову кар'єру.
2003 року спробував повернутися до професійного футболу, провів того року 13 ігор за «Дустлик», після чого остаточно припинив виступи на професійному рівні.

## Виступи за збірну
1996 року дебютував в офіційних матчах у складі національної збірної Узбекистану. Протягом кар'єри у національній команді, яка тривала усього 2 роки, провів у формі головної команди країни 12 матчів, забивши 9 голів. У складі збірної був учасником кубка Азії з футболу 1996 року в ОАЕ.
У 1997 році, виступаючи за збірну, в шести іграх поспіль забив вісім м'ячів. Рекордсмен збірної за цим показником.

## Титули і досягнення

### Командні
- Чемпіон Узбекистану
  -  Чемпіон (2): 1992 («Пахтакор»), 1996 («Навбахор»)
  -  Бронзовий призер (2): 1995, 1997 («Навбахор»)

- Кубок Узбекистану
  -  Володар (1): 1995 («Навбахор»)

### Особисті
- Найкращий бомбардир чемпіонату Узбекистану 1995 (26), 1996 (23 голи, розділив звання з Жафаром Ірісметовим)

- Найкращий футболіст року в Узбекистані: 1995